# 입헌국민당
입헌국민당(일본어: 立憲国民党 릿켄코쿠민토[*])은 일본 메이지 시대, 다이쇼 시대에 있었던 정당이다.
입헌정우회가 번벌 정부와 타협하는 것에 대한 반발로 "반정우회"를 표방한 각 계파들이 1910년 3월 14일 헌정본당, 우신회(又新會), 보신 클럽(戊申倶楽部 보신쿠라부[*])을 중심으로 세워진 정당이다. 당수는 따로 뽑지 않았으며, 헌정본당의 오이시 마사미, 이누카이 쓰요시, 우신회의 시마다 사부로, 고노 히로나카, 보신 클럽의 가타오카 나오하루, 센다이 미쓰기 등이 공동으로 경영했다. 하지만 안으로는 이누카이를 중심으로 하는 반정부파인 "비개혁파"와 오이시, 시마다, 고노를 중심으로 정부와의 타협을 주장한 "개혁파"로 나뉘어 대립했다. 1911년 당수직을 대신하는 당무위원으로 이누카이, 고노, 오이시를 선출했으며, 제2차 가쓰라 내각, 제2차 사이온지 내각 당시에는 난보쿠초 시대의 난초와 호쿠초의 정당성 문제 등을 두고 정부와 날선 대립 관계를 유지했다.
1913년에는 가쓰라 다로의 신정당 창립 운동에 대해 가타오카 나오하루가 호응하자 이누카이가 가타오카를 제명했다. 오이시, 시마다, 고노를 비롯한 개혁파는 이누카이의 처분을 문제삼아 탈당하였으며, 이후 이누카이가 단독 당수가 되어 보통선거법 실현을 주장했다. 그러나 입헌정우회, 입헌동지회(후의 헌정회) 등으로부터 계속 공격을 받았으며, 결국 1920년 제14회 일본 중의원 의원 총선거에서 29명밖에 의석을 확보하지 못하고 1922년 9월 1일 해산되었다. 이누카이는 같은해 11월 혁신 클럽을 결성했다.